# Municipi d'Olaine
El municipi d'Olaine (en letó: Olaines novads) és un dels 110 municipis de Letònia, que es troba localitzat al centre del país bàltic, i que té com a capital la localitat d'Olaine. El municipi va ser creat l'any 2009 després d'una reorganització territorial.

## Ciutats i zones rurals
- Olaine (ciutat)
- Olaines pagasts (zona rural)

## Població i territori
La seva població està composta per un total de 20.085 persones (2009). La superfície del municipi té uns 296,3 kilòmetres quadrats, i la densitat poblacional és de 67,79 habitants per kilòmetre quadrat.